# ローディ・ガルガーニコ
ローディ・ガルガーニコ（イタリア語: Rodi Garganico）は、イタリア共和国プッリャ州フォッジャ県にある、人口約3,600人の基礎自治体（コムーネ）。
中世以来この地で栽培されてきた柑橘類が名産であり、Arance del Gargano （ガルガーノ・オレンジ）や Limoni Femminello は原産地名称保護(DOP)を受けている。街の北と南には長いビーチがあり、海岸リゾートとなっている。

## 地理

### 位置・広がり
ガルガーノの北側にあるコムーネで、ガルガーノ国立公園の一部を構成する。

#### 隣接コムーネ
隣接するコムーネは以下の通り。
- イスキテッラ
- ヴィーコ・デル・ガルガーノ